# Alex Lodiong Sakor Eyobo
Alex Lodiong Sakor Eyobo (ur. 26 stycznia 1971 w Wudu) – południowosudański duchowny katolicki, biskup diecezjalny Yei od 2022.

## Życiorys

### Prezbiterat
Święcenia kapłańskie przyjął 24 czerwca 2001 i został inkardynowany do diecezji Yei. Był m.in. sekretarzem generalnym i ekonomem diecezjalnym, rektorem niższego seminarium w Yei oraz wychowawcą i ekonomem krajowego seminarium w Dżubie.

### Episkopat
11 lutego 2022 papież Franciszek mianował go biskupem diecezjalnym Yei. Sakry udzielił mu 15 maja 2022 kardynał Gabriel Zubeir Wako.